# Renzo Barbera (homme d'affaires)
Pour les articles homonymes, voir Renzo Barbera et Barbera.
Renzo Barbera est un entrepreneur et dirigeant sportif italien, né le 19 avril 1920 à Palerme, mort dans cette même ville le 20 mai 2002.
Il a présidé le Palerme Football Club entre 1970 et 1980, période durant laquelle le club a atteint deux fois la finale de la Coupe d'Italie (1974 et 1979).
Le 19 septembre 2002, le stade de la Favorita a été renommé Stade Renzo-Barbera en son honneur.

## Biographie
Renzo Barbera est le petit-fils de l'industriel en huile d'olive Lorenzo Barbera, élu député de Palerme en 1913. Il est par sa mère le petit-fils du sculpteur Mario Rutelli. Son père, Giuseppe Barbera, est membre du conseil d'administration du club de football de Palerme et président du club de tennis. 
Le jeune Renzo Barbera joue au football et au rugby. Il rencontre sa future épouse, originaire de Trieste, au Tennis Club. Il perd son père hâtivement. 
Il est officier de l'armée pendant la Seconde Guerre mondiale. Capturé à Frosinone, il est déporté et torturé à la prison de Cassino. Le train qui le transfert dans une autre prison est attaqué, ce qui lui permet de s'échapper. Il se cache durant un an dans des fermes de Porciano, dans la Ciociaria.
A son retour, il reprend la direction de l'industrie laitière familiale. 
En 1951, il participe à la refondation de l'Unione Sportiva Juventina Palermo, qui joue sur le terrain de la Resuttana, puis entre en 1966, au conseil d'administration du club historique et concurrent, l'Unione Sportiva Palermo., dont il devient président en 1970, en remplacement de Giuseppe Pergolizzi, démissionnaire. À l'instar d'Angelo Massimino au Catania Football Club, il incarne la prise de pouvoir des industriels dans le monde du foot sicilien au détriment des politiciens et des nobles.
Deux ans plus tard, le club monte en Série A (niveau qu'il n'attendra plus entre 1973 et 2024), puis il joue les deux finales de Coupe d'Italie, s'inclinant contre Bologne en 1974 et la Juventus en 1979. Pour couvrir les dépenses du club, il hypothèque la propriété familiale, la villa Buonfornello Briuccia Barbera, construite en 1715 et passé du prince de Naples et de Bellacera, au prince de Briuccia puis aux Barbera à la fin du XIXe siècle.
Sa longévité et son impact à la tête du club en font le plus emblématique dirigeant du FC pour les supporters qui le surnomment « presidentissimo » et le dernier Guépard. Il est président honoraire sous les présidences de Giovanni Ferrara et Liborio Polizzzi mais démissionne au retour de Ferrara, avant de le redevenir en 2000.
Lors de Coupe du monde 1990 dont une partie des matchs se joue à Palerme, il préside le comité d'organisation local. Durant les travaux de rénovation du stade de la Favorita, cinq ouvriers meurent dans l'effondrement d'une partie des tribunes.
Il meurt à 82 ans dans sa villa des suites de complications cardiaques en mai 2002. En quelques mois, la décision est prise de rebaptiser de son nom le stade de la Favorita, à l'occasion d'une cérémonie le 19 septembre 2002.